# Desnudo en el sofá (Almaisa)
Desnudo en el sofá (Almaisa) es un óleo sobre lienzo de 81 x 116 cm creado en 1916 por el pintor italiano Amedeo Modigliani.
Forma parte de una colección privada.
Se trata de uno de los numerosos desnudos que caracterizan la producción del artista italiano durante sus últimos años. La mujer representada era una modelo artística argelina, a la que retrató en varias ocasiones.